# Монастырь Святого Пасхалия (Атесса)
Монастырь Святого Пасхалия (итал. Convento di San Pasquale) — мужской монастырь Конгрегации Миссионеров-Облатов Марии Непорочной (OBI) в Валласпра близ Атессы на территории архиепархии Кьети-Васто под юрисдикцией Римско-католической церкви.
Основан в 1430 году монахом Фомой из Флоренции. Построен в романском стиле. Интерьер монастырского храма — церкви Санта-Мария-дельи-Анджели (Ангельской Богоматери) выдержан в стиле барокко.

## История
Монастырь был основан в 1430 году по инициативе монаха Томмазо ди Фиренце (Фомы из Флоренции) вокруг древней часовни. Согласно источнику 1762 года здание перестраивалось в 1666 и 1700 годах. В 1860 году здание стало собственностью коммуны Атесса. Отсутствие ремонта в течение длительного времени привело бывшую обитель в упадок. Монастырский сад был преобразован в оранжерею, существующую до сих пор.
В 1936 году здесь были начаты реставрационные работы по инициативе и под руководством монахов из Конгрегации Миссионеров Облатов Марии Непорочной. К 1956 году весь монастырский комплекс, включая здание церкви Санта-Мария-дельи-Анджели, был ими полностью восстановлен.

## Описание
Монастырь построен из камня с использованием кирпича при возведении пилястр, арок и сводов портика. На стене портика внизу находится фреска «Пьета», изображающая Богоматерь, оплакивающую Христа, с предстоящими по бокам святыми Марией Магдалиной, Антонием, Иоанном и Франциском.
Фасад имеет арки над портиком. На колоннах между арками пилястры, поддерживающие антаблемент, который заканчивается на фасаде церкви, выделяя её от остальной части монастыря. У левой стены в обители находится грот, воспроизводящий аналог в Лурде, с небольшим прудом. Внутри монастыря находится клуатр с двойным рядом арок.

### Церковь Санта-Мария-дельи-Анджели
Фасад разделен по горизонтали карнизом. В нижней части находится большая арка, внутри которой портик со входом в церковь. В верхней части — трифора с арками на колоннах и архитраве с окном посередине. Фасад заканчивается фронтоном, в центре которого находится небольшая колокольня.
Интерьер церкви выдержан в стиле барокко. Пилястры с золочеными капителями поддерживают антаблемент по периметру храма. Большая арка отделяет неф от апсиды . Потолок апсиды покрыт полусферическим куполом и покоится на парусах с фресками. Неф имеет плоский кассетный потолок. Справа от нефа находится часовня, посвященная Святому Пасхалию. Здесь находится большой реликварий с мощами Святой Либераты, мученицы, а также малые реликварии с мощами Блаженного Фомы и Святого Пасхалия.
Особого внимания в интерьере церкви заслуживают статуя Святого Пасхалия и терракотовая статуя XVI века Святого Франциска из Ассизи.

## Галерея

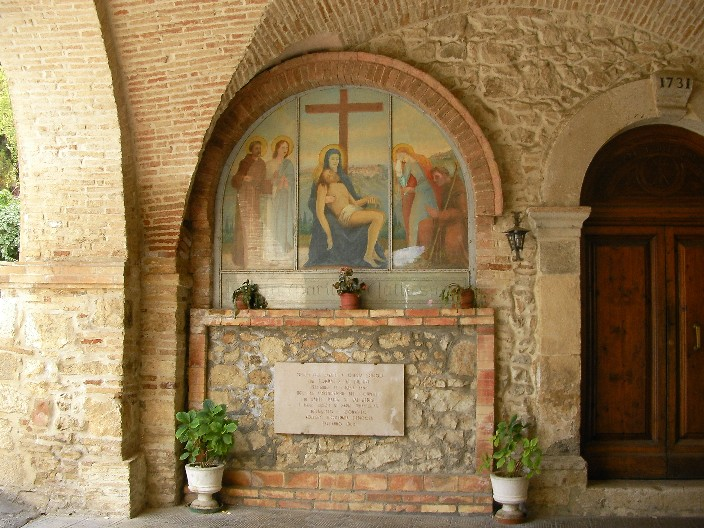
Фреска «Пьета».
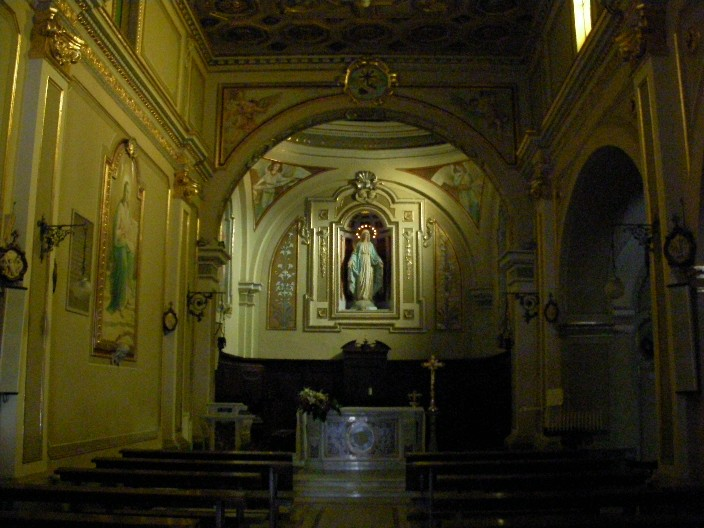
Алтарь в Санта-Мария-дельи-Анджели.
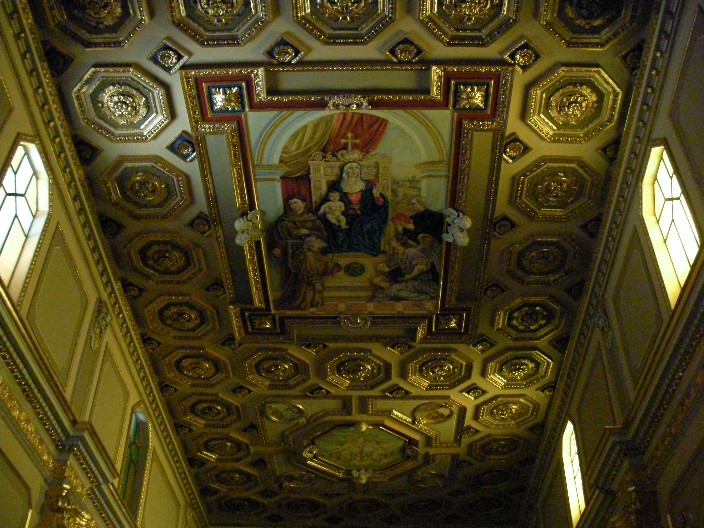
Потолок в Санта-Мария-дельи-Анджели.